# Método de los estados límites

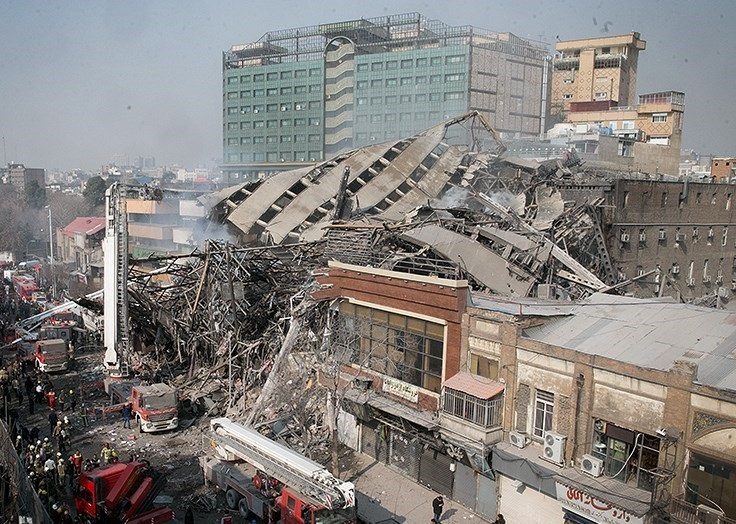
Colapso estructural del Edificio Plasco en Teherán.

El método de los estados límite es un enfoque de seguridad en el cálculo estructural preconizado por diversas normativas técnicas, instrucciones y reglas de cálculo (Eurocódigos, CTE, EHE, entre otras) consistente en enumerar una serie de situaciones arriesgadas cuantificables mediante una magnitud, y asegurar con un margen de seguridad razonable que la respuesta máxima favorable de la estructura en cada una de esas situaciones es superior a la exigencia real sobre la estructura. Es un método semiprobabilista de fiabilidad estructural.

## Definición
Un Estado Límite es una situación caracterizada por el valor de una magnitud física, tal que de ser rebasada, haría que la estructura dejara de ser apta para su uso, ya sea por ruina estructural total o parcial o por una pérdida significativa de funcionalidad. Es decir, si una magnitud M caracteriza un Estado Límite concreto, existirá un valor límite o valor último Mu tal que la condición M > Mu implica que la estructura sufrirá algún tipo de fallo estructural o de deterioro, que hará que en general deje de ser apta para su uso normal. Por tanto, una estructura segura será aquella en la que el valor previsible o de cálculo de todas las magnitudes críticas {\displaystyle \scriptstyle M_{d}^{(i)}} sea tal que no se supere en ningún caso los valores últimos de dichas magnitudes, y se cumpla que:

{\displaystyle M_{d}^{(i)}\leq M_{u}^{(i)},\quad \forall i\in {\mbox{ELU}}\cup {\mbox{ELS}}}

La tarea de definir cuáles son precisamente los Estados Límite relevantes para una estructura y cual es el umbral último, en general no es trivial y en la práctica tanto la enumeración de los Estados Límite relevantes y los valores umbrales que definen cuando el estado límite ha sido rebasado es el objeto de las normas de seguridad.

### Estados Límite Últimos
es un estado límite, tal que de ser rebasado la estructura completa o una parte de la misma puede colapsar al superar su capacidad resistente. En general, el que un ELU sea sobrepasado es una situación extremadamente grave, que puede provocar cuantiosos daños materiales y desgracias personales. Por esa razón, los coeficientes de seguridad usados en los cálculos relacionados con un ELU son subtancialmente mayores que en otro tipo de estados límite, y en particular:

{\displaystyle \gamma _{F}>1,\gamma _{\text{mat}}>1}

cuando esos coeficientes representan factores de mayoración de acciones, o de minoración de resistencia de magnitudes que tienen un efecto desfavorable sobre la estructura.

### Estados Límite de Servicio
Un Estado Límite de Servicio (ELS) es un tipo de estado límite que, de ser rebasado, produce una pérdida de funcionalidad o deterioro de la estructura, pero no un riesgo inminente a corto plazo. En general, los ELS se refieren a situaciones solventables, reparables o que admiten medidas paliativas o molestias no-graves a los usuarios. El que un ELS sea rebasado no reviste la misma gravedad que el que un ELU se sobrepasado. En los cálculos de comprobación de los ELS se emplean márgenes de seguridad más moderados que en los ELU.

### Ejemplos de Estados Límite
Algunos de los Estados Límites típicos son:
- Estados Límite Últimos (ELU)
  - ELU de agotamiento por solicitación normal (flexión, tracción, compresión)
  - ELU de agotamiento por solicitación tangente (cortadura, torsión).
  - ELU de inestabilidad elástica (Pandeo, etc.)
  - ELU de equilibrio (vuelco y deslizamiento).
  - ELU de hundimiento (en cimentaciones)
  - ELU de punzonamiento (en cimentaciones y elementos bidimensionales de hormigón)
- Estados Límite de Servicio (ELS)
  - ELS de deformación excesiva. (deformación, desplazamiento)
  - ELS de vibración excesiva. (vibraciones)
  - ELS de durabilidad (oxidación, etc.)
  - ELS de fisuración excesiva. (fisuración)